# USS Benner (DD-807)
USS Benner (DD/DDR-807) là một tàu khu trục lớp Gearing được Hải quân Hoa Kỳ chế tạo vào giai đoạn cuối Chiến tranh Thế giới thứ hai. Nó là chiếc tàu chiến thứ hai của Hải quân Mỹ được đặt cái tên này, nhưng là chiếc duy nhất được đóng, đặt theo tên Thiếu úy Thủy quân Lục chiến Stanley G. Benner (1916–1942), người đã tử trận trong Chiến dịch Guadalcanal và được truy tặng Huân chương Ngôi sao bạc. Hoàn tất khi chiến tranh đã sắp kết thúc, con tàu tiếp tục phục vụ trong giai đoạn Chiến tranh Lạnh và Chiến tranh Việt Nam cho đến khi ngừng hoạt động năm 1970 và bị bán để tháo dỡ năm 1975. Benner được tặng thưởng một Ngôi sao Chiến trận do thành tích phục vụ trong Thế Chiến II, rồi thêm năm Ngôi sao Chiến trận khác khi hoạt động trong cuộc Chiến tranh Việt Nam.

## Thiết kế và chế tạo
Benner được đặt lườn tại xưởng tàu của hãng Bath Iron Works Corp. ở Bath, Maine vào ngày 10 tháng 7 năm 1944. Nó được hạ thủy vào ngày 30 tháng 11 năm 1944; được đỡ đầu bởi bà Gertrude A. Benner, mẹ Thiếu úy Benner, và nhập biên chế tại Boston, Massachusetts vào ngày 13 tháng 2 năm 1945 dưới quyền chỉ huy của Hạm trưởng, Trung tá Hải quân John Munholland.

## Lịch sử hoạt động

### 1945
Dự định hoạt động như một tàu khu trục cột mốc radar tại Mặt trận Thái Bình Dương, Benner được trang bị radar cùng các thiếrt bị khác tại Xưởng hải quân Boston từ ngày 13 đến ngày 21 tháng 3, rồi lên đường đi vịnh Guantánamo, Cuba vào ngày 28 tháng 3, đến nơi vào ngày 31 tháng 3. Chiếc tàu khu trục tiến hành chạy thử máy huấn luyện trong bốn tuần lễ, bao gồm việc thực hành tác xạ, phòng không và chống tàu ngầm.
Vào ngày 29 tháng 4, Bennerkhởi hành đi Gonaïves, Haiti để tiến hành huấn luyện chống tàu ngầm cùng một tàu ngầm bạn, rồi thực tập bắn phá bờ biển ngoài khơi Culebra, Puerto Rico vào ngày hôm sau. Nó gia nhập cùng tàu sân bay hộ tống Anh HMS Reaper (D82) tại eo biển Windward vào ngày 3 tháng 5, và đi lên phía Bắc trong một chuyến tuần tra chống tàu ngầm. Chiếc tàu khu trục đã thả 11 quả mìn sâu sau khi bắt được những tín hiệu sonar nghi ngờ, nhưng xác minh đó chỉ là những tín hiệu giả. Nó tách khỏi HMS Reaper vào ngày 7 tháng 5 để độc lập di chuyển đến Boston, đến nơi một ngày sau đó, và trải qua ba tuần lễ tiếp theo được sửa chữa sau chạy thử máy. Sau đó nó đi đến Norfolk, Virginia gia nhập cùng tàu sân bay hộ tống Prince William (CVE-31) và tàu vận chuyển cao tốc Gantner (APD-42) nhằm chuẩn bị cho chuyến đi sang Thái Bình Dương.
Benner lên đường vào ngày 2 tháng 6, băng qua kênh đào Panama vào ngày 8 tháng 6, và đi đến San Diego, California vào ngày 15 tháng 6. Nó tiếp tục hành trình ba ngày sau đó, đi đến Trân Châu Cảng vào ngày 23 tháng 6, và cho đến cuối tháng đó đã thực tập tại vùng biển quần đảo Hawaii nhằm chuẩn bị để hoạt động tại Nhật Bản. Nó đã tiến hành huấn luyện phòng không, dẫn đường máy bay chiến đấu, gây nhiễu radar và chiến thuật lẩn tránh xuồng phóng lôi đối phương.
Benner đã cùng tàu khu trục Terry (DD-513) hộ tống cho tàu sân bay Wasp (CV-18) trong thành phần Đơn vị Đặc nhiệm 12.5.3, rời Trân Châu Cảng vào ngày 12 tháng 7. Trong hành trình băng qua khu vực Trung tâm Thái Bình Dương, lực lượng đã tiến hành không kích đảo Wake vào ngày 18 tháng 7, ghé qua Eniwetok vào ngày 19 tháng 7 để tiếp nhiên liệu, và cuối cùng gia nhập Lực lượng Đặc nhiệm 38 tại vị trí về phía Nam chính quốc Nhật Bản vào ngày 26 tháng 7.
Benner đã hộ tống cho tàu sân bay Randolph (CV-15) trong thành phần Đội đặc nhiệm 38.3 trong đợt không kích nhắm vào tàu bè đối phương tại Maizuru vào ngày 28 tháng 7, và xuống khu vực Tokyo-Nagoya vào ngày 30 tháng 7. Một cơn bão đã khiến phải hủy bỏ kế hoạch không kích vào đầu tháng 8, và lực lượng đặc nhiệm được tiếp nhiên liệu và di chuyển đến vị trí xuất phát cho các đợt không kích khác xuống miền Bắc Honshū vào ngày 8 tháng 8. Cùng các tàu khu trục John W. Weeks (DD-701), Borie (DD-704) và Hank (DD-702), Benner chiếm lấy vị trí canh phòng ở khoảng 50 nmi (93 km) về phía Tây Nam Lực lượng Đặc nhiệm 38; con tàu giám sát mọi mục tiêu trên không tiếp cận qua màn hình radar. Cho dù phần lớn máy bay đối phương rút lui khi phải đối đầu với lực lượng tiêm kích tuần tra chiến đấu trên không (CAP), một số máy bay Nhật bay thấp tìm cách len lỏi qua hàng rào phòng thủ để tấn công các tàu khu trục.
Lúc 14 giờ 54 phút, một máy bay ném bom bổ nhào-ném ngư lôi Aichi B7A1 "Grace" đã lượn quanh Hank, rồi băng qua đội hình và đâm bổ xuống Borie bất chấp hàng rào hỏa lực phòng không dày đặc. Các đám cháy lớn bùng lên ngay lập tức, đặc biệt là cấu trúc thượng tầng phía trước chung quanh cầu tàu của Borie. Trong hai giờ tiếp theo ba chiếc tàu khu trục còn lại phải nỗ lực chống trả bốn đợt tấn công khác của đối phương. Sau khi các đội kiểm soát hư hỏng của Borie kiểm soát được các đám cháy, Benner dành hết buổi chiều tối rà soát vùng biển một cách vô vọng để tìm kiếm những thủy thủ của Borie bị mất tích.
Các tàu khu trục tiếp tục nhiệm vụ hộ tống từ ngày 10 đến ngày 15 tháng 8, cho đến khi Lực lượng Đặc nhiệm 38 rút lui về phía Đông Nam Honshū theo dõi tình hình, sau khi có lệnh ngừng bắn do Nhật Bản đã chấp nhận đầu hàng. Được cho tách ra vào ngày 24 tháng 8, Benner tuần tra ngoài khơi Nagoya để phục vụ như cột mốc dẫn đường cho những chuyến bay từ Okinawa đến Tokyo. Đến ngày 4 tháng 9, nó tham gia một đội đặc nhiệm hình thành chung quanh tàu sân bay Bennington (CV-20), và hoạt động ngoài khơi Honshū cho các phi vụ tìm kiếm giải cứu những tù binh chiến tranh Đồng Minh cho đến ngày 9 tháng 9. Sau khi được nghỉ ngơi và bảo trì trong vịnh Tokyo, chiếc tàu khu trục đi sang quần đảo Marshall vào cuối tháng 9, nơi nó được bảo trì cạnh một tàu tiếp liệu khu trục trong một tuần lễ. Con tàu sau đó đi đến Nhật Bản và làm nhiệm vụ chiếm đóng trong ba tháng.

### 1946–1948
Rời Tokyo vào ngày 3 tháng 1, 1946, Benner trải qua ba tháng tiếp theo hoạt động tại vùng biển Tây Thái Bình Dương, viếng thăm Guam, Saipan và Philippines trước khi lên đường quay trở về nhà vào ngày 25 tháng 3. Đi ngang qua Eniwetok và Trân Châu Cảng trước khi về đến San Diego vào ngày 11 tháng 4, con tàu trải qua nhiều tuần lễ hoạt động hạn chế trước khi được đại tu tại Xưởng hải quân Long Beach từ ngày 29 tháng 8 đến ngày 23 tháng 11. Nó quay trở lại nhằm chuẩn bị cho một lượt phái đi hoạt động lân dài ở nước ngoài.
Benner cùng tàu chị em Dennis J. Buckley (DD-808) rời San Diego vào ngày 6 tháng 1, 1947 để đi sang khu vực Tây Thái Bình Dương, đi ngang qua Trân Châu Cảng và Eniwetok trước khi đến Hong Kong vào ngày 30 tháng 1, 1948. Nó ở lại khu vực biển Hoa Đông trong tám tháng, giữa lúc Hoa Kỳ tìm cách giải quyết sự xung đột trong bối cảnh căng thẳng của cuộc Nội chiến Trung Quốc; nó đã viếng thăm các cảng Trung Quốc: Thượng Hải, Thanh Đảo và Tần Hoàng Đảo, cũng như cảng Pusan của Triều Tiên trước khi lên đường quay trở về Hoa Kỳ, về đến San Diego vào ngày 8 tháng 10.
Sau gần một năm hoạt động tại chỗ tại vùng biển California, Benner lại khởi hành từ San Diego vào ngày 1 tháng 10, 1948 để đi sang vùng biển Trung Quốc. Nó chủ yếu hoạt động hộ tống cho Lực lượng Tấn công Cơ động Thái Bình Dương đi đến Thanh Đảo và giúp giám sát việc triệt thoái lực lượng Hồng quân Liên Xô khỏi Bắc Triều Tiên trước khi quay trở về nhà vào ngày 23 tháng 12.

### 1949 - 1956
Benner ở lại vùng bờ biển California và tiến hành những hoạt động thường lệ cho đến mùa Xuân năm 1949; nó được xếp lại lớp như một tàu khu trục cột mốc radar và mang ký hiệu lườn mới DDR-807 vào ngày 18 tháng 3, 1949, rồi được điều động sang phục vụ cùng Hạm đội Đại Tây Dương từ ngày 1 tháng 5. Nó lên đường ngay ngày hôm sau, băng qua kênh đào Panama vào ngày 12 tháng 5, và đi đến cảng nhà mới Newport, Rhode Island vào ngày 23 tháng 5. Trong thành phần Đội khu trục 102, nó tiến hành những hoạt động huấn luyện thường lệ trong thời bình tại vịnh Narragansett, và đã tiến hành ba chuyến đi huấn luyện vào mùa Hè cho Hải quân Dự bị, đi đến New London, Connecticut; Poughkeepsie; New York; Washington, D.C.; và Charlottetown trên đảo Prince Edward, Canada. Trong tháng 10 và tháng 11, nó tham gia các cuộc tập trận đổ bộ song phương cùng các đơn vị Hải quân Hoàng gia Canada tại bờ biển Labrador.
Sau một đợt đại tu tại Xưởng hải quân Norfolk cùng một chuyến đi huấn luyện hải quân dự bị thứ tư, lần này đến khu vực Tây Ấn, từ ngày 24 tháng 2 đến ngày 14 tháng 4, 1950, Benner lên đường cho chuyến biệt phái đầu tiên sang Địa Trung Hải vào ngày 2 tháng 5. Nó đã viếng thăm Lisbon, Bồ Đào Nha; Elba và Naples, Ý; trước khi đi đến La Spezia vào ngày 21 tháng 6. Sau sự kiện lực lượng Bắc Triều Tiên tấn công xuống lãnh thổ Nam Triều Tiên vào ngày 25 tháng 6 khiến Chiến tranh Triều Tiên bùng nổ, chiếc tàu khu trục đã ra khơi đề phòng xung đột lan rộng đến Châu Âu. Nó hoạt động tại khu vực Đông Địa Trung Hải trong ba tháng tiếp theo, viếng thăm các cảng Istanbul, Thổ Nhĩ Kỳ; Beirut, Liban; và Argostoli, Hy Lạp trước khi lên đường quay trở về Hoa Kỳ, về đến cảng nhà Newport vào ngày 10 tháng 10.
Trong năm năm tiếp theo, Benner còn được phái sang phục vụ tại Địa Trung Hải thêm ba lượt nữa: từ ngày 20 tháng 3 đến ngày 4 tháng 10, 1951; từ ngày 2 tháng 10, 1952 đến ngày 4 tháng 2, 1953; và từ ngày 4 tháng 5 đến ngày 28 tháng 9, 1954. Nó đã viếng thăm các cảng Tây Ban Nha, Pháp, Ý, Hy Lạp và Thổ Nhĩ Kỳ; và trong chuyến sau cùng còn viếng thăm Algiers và Tangier tại Bắc Phi. Xen kẻ giữa những đợt này, nó thực hiện những chuyến đi huấn luyện dự bị ngắn cho hải quân dự bị và học viên sĩ quan đến khu vực Tây Ấn, viếng thăm vịnh Guantánamo, Cuba; đảo Culebra, Puerto Rico; Kingston, Jamaica; và Bermuda. Nó cũng tham gia nhiều đợt tập trận huấn luyện của Khối NATO; và vào ngày 26 tháng 8, 1952 đã vượt qua vòng Bắc Cực về phía Đông Greenland để tham gia các cuộc tập trận “Mainbrace” và "Longstep", trước khi đi sang Địa Trung Hải vào tháng 10 năm đó.
Sau một lượt đại tu tại Xưởng hải quân Philadelphia vào đầu năm 1955, Benner tham gia cuộc Tập trận "LantFlex 1" ngoài khơi Newfoundland, kéo dài từ ngày 14 đến ngày 27 tháng 3. Sau đó nó thực hiện một chuyến đi thực tập mùa Hè khác cho học viên sĩ quan, đưa họ đến Málaga, Tây Ban Nha; Plymouth, Anh; và vịnh Guantánamo, Cuba trước khi quay trở về Newport vào ngày 4 tháng 8. Vào tháng 10 và tháng 11, con tàu đi xuống phía Nam đến vịnh Mexico để thực hành phòng không phối hợp cùng máy bay xuất phát từ đất liền, và viếng thăm các cảng Corpus Christi, Texas và Port Everglades, Florida. Sau khi nghỉ ngơi dịp lễ đầu năm mới, nó tiếp tục đi đến Xưởng hải quân New York tại Brooklyn để đại tu và hiện đại hóa. Công việc trong xưởng tàu, bao gồm sửa chữa những hư hại khung sườn và lườn tàu mà nó chịu đựng khi trải qua một cơn bão vào cuối tháng 12, kéo dài từ ngày 6 tháng 1 đến ngày 21 tháng 5, 1956.

### 1956–1959
Được điều động sang phục vụ cùng Hạm đội Thái Bình Dương vào mùa Xuân năm 1956, Benner rời Newport vào ngày 9 tháng 6 để đi xuống phía Nam, băng qua kênh đào Panama vào ngày 18 tháng 6, và thả noe tại cảng nhà mới Long Beach, California vào ngày 28 tháng 6. Được điều về Đội khu trục 91 vào ngày 26 tháng 8, trong sáu tháng tiếp theo nó tiến hành huấn luyện ôn tập và thực hành tại khu vực phụ cận San Diego.
Vào ngày 12 tháng 3, 1957, Benner rời Long Beach cho lượt biệt phái thường lệ sang phục vụ cùng Đệ Thất hạm đội tại khu vực Tây Thái Bình Dương. Trên đường đi ở hướng phía Nam, nó ghé qua Suva thuộc quần đảo Fiji từ ngày 25 đến ngày 27 tháng 3, rồi viếng thăm Melbourne, Australia từ ngày 2 đến ngày 7 tháng 4. Tiếp tục hành trình, con tàu được tiếp nhiên liệu tại đảo Manus và tại Guam trước khi đi đến Yokosuka, Nhật Bản vào ngày 24 tháng 4. Phần lớn thời gian phục vụ cùng Đệ Thất hạm đội của con tàu được dành cho việc hộ tống các tàu sân bay tuần tra tại eo biển Đài Loan phân cách giữa Trung Quốc lục địa và Trung Hoa dân quốc (Đài Loan). Tại khu vực này, nó đã viếng thăm Cao Hùng, Cơ Long và Hong Kong cũng như thường xuyên quay trở về Nhật Bản để bảo trì tại Yokosuka. Nó khởi hành vào ngày 27 tháng 8 để quay trở về nhà, về đến Long Beach vào ngày 10 tháng 9.
Sau một kỳ nghỉ ngắn, Benner tiến hành các hoạt động tại chỗ tại khu vực Long Beach, xen kẻ với những giai đoạn bảo trì và tiếp liệu. Từ ngày 21 tháng 11, 1957 đến ngày 10 tháng 3, 1958, nó trải qua đợt đại tu thường lệ tại Xưởng hải quân Long Beach, rồi tiếp nối bằng sáu tuần lễ huấn luyện ôn tập nhằm chuẩn bị cho lượt biệt phái kế tiếp sang khu vực Tây Thái Bình Dương.
Khởi hành vào ngày 29 tháng 4, Benner trước tiên đi đến Eniwetok thuộc quần đảo Marshall, nơi nó tham gia Chiến dịch Hardtack I. Đây là một phần của loạt 35 cuộc thử nghiệm bom nguyên tử nhằm đánh giá các kiểu vũ khí mới, đánh giá ảnh hưởng vụ nổ trên tầng cao, và thử ngghiệm nguyên mẫu của kiểu tên lửa đạn đạo phóng từ tàu ngầm Polaris. Nhiệm vụ của Bennertrong các thử nghiệm này bao gồm quan trắc thời tiết, tìm kiếm và giải cứu, và thu hồi các thiết bị khoa học. Nó cũng đảm nhiệm chức năng của trung tâm hoạt động không quân tại đảo Bikini. Con tàu rời Eniwetok vào ngày 1 tháng 8 và đi đến Yokosuka năm ngày sau đó.
Sau nhiều tuần phục vụ hộ tống các tàu sân bay hoạt động ngoài khơi Okinawa, Benner được lệnh đi đến Đài Loan vào ngày 25 tháng 8. Hai ngày trước đó, pháo binh của lực lượng Trung Cộng bố trí tại lục địa đã bắn phá các đảo Kim Môn và Mã Tổ còn do phe Quốc Dân đảng (Đài Loan) chiếm đóng, gây ra vụ Khủng hoảng eo biển Đài Loan lần 2. Chiếc tàu khu trục tham gia vào một lực lượng đặc nhiệm bao gồm sáu tàu sân bay tại khu vực, và trong tám tuần lễ tiếp theo đã giúp bảo vệ cho các đoàn tàu vận tải chở tiếp liệu cho lực lượng Trung Hoa dân quốc đồn trú trên các đảo này. Sau các chặng dừng tại Yokosuka và Midway, nó về đến Long Beach vào ngày 21 tháng 11.
Trong bảy tháng tiếp theo, Benner tiến hành các hoạt động huấn luyện thực hành và bảo trì thường lệ tại khu vực Long Beach. Vào tháng 6, 1959, nó viếng thăm Portland, Oregon để tham dự Lễ hội Hoa hồng Portland, rồi lên đường vào ngày 17 tháng 7 cho lượt biệt phái hoạt động tiếp theo tại khu vực Tây Thái Bình Dương. Con tàu đã viếng thăm Hong Kong, Cao Hùng và Yokosuka giữa các lượt tuần tra tại eo biển Đài Loan, rồi quay trở về Long Beach để bảo trì vào ngày 26 tháng 11.

### 1960–1970
Trong hơn bốn năm tiếp theo, Benner tiếp nối một nhịp điệu hoạt động khá đều đặn trong thờ bình: các hoạt động huấn luyện thực hành và bảo trì thường lệ tại vùng bờ biển California xen kẻ với những lượt bố trí hoạt động tại Viễn Đông và những lần được bảo trì hay đại tu tại Long Beach. Ngoại lệ duy nhật là vào tháng 6, 1962, khi nó đi vào Xưởng hải quân Long Beach để được đại tu và nâng cấp trong khuôn khổ Chương trình Hồi sinh và Hiện đại hóa Hạm đội (FRAM: Fleet Rehabilitation and Modernization) kéo dài mất tám tháng. Trong giai đoạn này, ngoài việc sửa chữa lườn tàu và bổ sung tiện nghi để kéo dài tuổi thọ phục vụ, chiếc tàu khu trục còn được bổ sung thiết bị sonar mới và vũ khí chống tàu ngầm, bao gồm tên lửa chống ngầm RUR-5 ASROC và máy bay trực thăng không người lái chống ngầm Gyrodyne QH-50 DASH. Con tàu được xếp lại lớp như một tàu khu trục thông thường và lấy lại ký hiệu lườn cũ DD-807 vào ngày 15 tháng 11, 1962.
Benner quay trở lại hoạt động thường lệ vào tháng 5, 1963, và sau một loạt các đợt thực tập chống ngầm nhằm thử nghiệm thiết bị DASH, nó lại được phái sang khu vực Tây Thái Bình Dương vào ngày 20 tháng 2, 1964. Trong chuyến đi này, nó tham gia một cuộc tập trận trong khuôn khổ các nước thành viên Khối SEATO (Tổ chức Hiệp ước Đông Nam Á) tại Philippines vào tháng 5, cùng một lượt tuần tra tại eo biển Đài Loan trong tháng 6, trước khi quay trở về Long Beach vào ngày 12 tháng 8.
Sau một giai đoạn nghỉ ngơi, bảo trì và hoạt động tại chỗ kéo dài tại Long Beach, vào tháng 4, 1965, Benner cùng Đội khu trục 232 tham gia cùng tàu sân bay Hornet (CVS-12) trong một lượt huấn luyện ôn tập kéo dài bảy tuần lễ tại vùng biển San Diego. Đến đầu tháng 6, nó đón lên tàu 35 học viên sĩ quan cho một chuyến đi thực tập kéo dài hai tuần đến khu vực Puget Sound, Washington. Sang tháng 7, trong một lượt thực hành tại khu vực đảo San Clemente kéo dài trong năm ngày, con tàu vượt qua chuẩn nhận hoạt động bắn phá bờ biển cả vào ban ngày lẫn ban đêm.
Benner khởi hành từ Long Beach vào ngày 12 tháng 8 cho một lượt hoạt động kéo dài sáu tháng tại Viễn Đông. Sau chặng dừng trong hai tuần tại vùng biển Hawaii để thực tập chống tàu ngầm, nó tiếp tục hành trình đi sang Nhật Bản, đi đến Yokosuka vào ngày 23 tháng 9. Nó gia nhập Lực lượng Đặc nhiệm 77 vào ngày 12 tháng 10 để làm nhiệm vụ tuần tra và trinh sát ngoài khơi bờ biển Việt Nam. Nó đã bắn hải pháo hỗ trợ cho hoạt động tác chiến trên bộ trong ba ngày tại khu vực Quảng Ngãi trước khi chuyển sang hoạt động Tìm kiếm và Giải cứu (SAR: search and rescue) trong vịnh Bắc Bộ. Nó được nghỉ ngơi tại Hong Kong trong một tuần trước khi lên đường vào ngày 10 tháng 11 để đi sang Đài Loan, nơi nó hoạt động từ cảng Cao Hùng để tuần tra trong eo biển Đài Loan. Con tàu tiếp tục đi lên phía Bắc vào ngày 5 tháng 12 để thực hành chống tàu ngầm phối hợp cùng tàu chiến của Hải quân Cộng hòa Hàn Quốc và viếng thăm Chinhae trước khi đi đến Sasebo cho kỳ nghỉ lễ Giáng Sinh. Nó lên đường vào ngày 3 tháng 1, 1966 để hướng xuống phía Nam, tiếp tục tuần tra tại eo biển Đài Loan trong bốn tuần lễ. Nó quay trở lại Yokosuka vào ngày 9 tháng 2, nó khởi hành vào ngày 18 tháng 2 cho hành trình quay trở về nhà, về đến Long Beach vào ngày 3 tháng 3.
Sau sáu tuần nghỉ ngơi và bảo trì tại Long Beach, Benner bắt đầu đợt đại tu kéo dài trong ba tháng tại Xưởng hải quân vịnh San Francisco. Quay trở lại Long Beach vào ngày 19 tháng 7, trong ba tháng tiếp theo nó chuẩn bị cho lượt phục vụ tiếp theo tại khu vực Tây Thái Bình Dương. Khởi hành từ Long Beach vào ngày 4 tháng 11, nó tham gia một cuộc tập trận chống tàu ngầm phối hợp với Hải quân Hoàng gia Canada tại vùng biển Hawaii. Nó tiếp tục hành trình đi sang Yokosuka vào cuối tháng 11, nó đi đến vịnh Bắc Bộ, và từ ngày 24 tháng 12 bắt đầu tham gia hoạt động trong khuôn khổ Chiến dịch Sea Dragon, một nỗ lực ngăn chặn việc vận chuyển vũ khí và tiếp liệu dọc bờ biển Bắc Việt Nam. Nó đã nổ súng nhắm vào ba tàu vận tải nhỏ vào ngày 6 tháng 1, 1967, gây hư hại cho một chiếc trước khi các mục tiêu lẫn tránh vào các vũng biển nhỏ; rồi sang xế trưa ngày hôm sau, nó tiêu diệt một vị trí pháo phòng không đối phương. Con tàu được bảo trì trong một thời thời gian ngắn bên trong ụ nổi di động USS Resourceful (AFDM-5) tại vịnh Subic, Philippines trước khi lên đường đi Hong Kong, và được nghỉ ngơi cho đến ngày 31 tháng 1; nó quay trở lại hoạt động Sea Dragon vào ngày 8 tháng 2.
Cường độ hoạt động trong cuộc Chiến tranh Việt Nam ngày càng gia tăng, khi vào ngày 26 tháng 2, Benner cùng tàu tuần dương Canberra (CAG-2) và tàu khu trục Joseph Strauss (DDG-16) tham gia một hoạt động bắn phá bờ biển Việt Nam. Trong ngày hôm đó nó đã thực hiện bảy nhiệm vụ bắn phá, bao gồm hai cuộc phản pháo, và bị đối phương nhắm bắn 116 quả đạn pháo nhưng không bị bắn trúng. Trong một tuần lễ tiếp theo nó tiếp tục thực hiện 36 nhiệm vụ bắn phá khác, tiêu phí 1.281 quả đạn pháo 5-inch xuống các mục tiêu đối phương. Con tàu được bảo trì tại Sasebo, Nhật Bản trong hai tuần, rồi phục vụ tuần tra eo biển Đài Loan một thời gian ngắn trước khi quay trở về Long Beach vào ngày 12 tháng 5. Trong thời gian còn lại của năm 1967, nó nghỉ ngơi, bảo trì và tiến hành những hoạt động thường lệ tại chỗ từ Long Beach.
Benner hoạt động huấn luyện ôn tập chống tàu ngầm tại khu vực San Diego vào đầu năm 1968, rồi một lần nữa được phái sang Viễn Đông. Sau khi đi đến Yokosuka vào ngày 29 tháng 5, nó hướng xuống phía Nam đến vùng chiến sự để phục vụ như một tàu hỗ trợ hải pháo. Hoạt động tác chiến đầu tiên của nó trong đợt này là vào ngày 26 tháng 6, khi nó bắn gần 900 quả đạn pháo 5-inch xuống vị trí tập trung quân đối phương tại khu vực Vũng Tàu nhằm hỗ trợ cho Chiến dịch Game Warden. Trong ba tuần lễ tiếp theo nó hoạt động tại vùng phía Nam Khu phi quân sự và tại khu vực tác chiến của Quân đoàn I.
Benner rời vùng chiến sự và băng qua đường Xích đạo để đến cảng Klang, Malaysia, nơi thủy thủ đoàn được nghỉ phép từ ngày 26 đến ngày 29 tháng 7. Nó gia nhập trở lại Lực lượng Đặc nhiệm 77 vào ngày 1 tháng 8, và tham gia cuộc Tập trận Swift Move chộng tàu ngầm trước khi đi đến Sasebo vào ngày 7 tháng 7. Nó trải qua hai tuần lễ được bảo trì cặp bên mạn tàu sửa chữa Ajax (AR-6) trước khi quay trở lại nhiệm vụ hộ tống các tàu sân bay trong vịnh Bắc Bộ. Cuối cùng con tàu lên đường quay trở về nhà, đi ngang qua Yokosuka trước khi về đến Long Beach vào ngày 9 tháng 11.
Khởi hành vào ngày 3 tháng 1, 1969, Benner dành ra ba ngày hoạt động như mục tiêu giả lập phục vụ huấn luyện cho các tàu ngầm Bugara (SS-331), Charr (AGSS-328), Medregal (AGSS-480) và Bluegill (AGSS-242). Sau đó con tàu hoạt động tại chỗ từ San Diego, cho đến khi đi đến Xưởng hải quân Long Beach vào ngày 29 tháng 1 để được đại tu, đồng thời được nâng cấp hệ thống sonar. Sau khi hoàn thành công việc trong xưởng tàu vào ngày 4 tháng 6, nó tiến hành huấn luyện ôn tập trong mười tuần lễ tiếp theo.
Vào ngày 30 tháng 7, một vụ hỏa hoạn do dầu FO xảy ra tại phòng nồi hơi phía sau của Benner. Cho dù phải tạm thời di tản khỏi phòng do ngọn lửa, đám cháy được kiểm soát nhanh chóng và dập tắt hoàn toàn không lâu sau đó. Những thiệt hại nhẹ do vụ hỏa hoạn được sửa chữa tại San Diego vào ngày 3 tháng 8, và khi quay trở lại hoạt động vào ngày hôm sau, con tàu chịu thêm một tai nạn khác khi chiếc máy bay trực thăng DASH không người lái điều khiển từ xa bị rơi xuống biển.
Sau một đợt thanh tra và bảo trì, Benner rời Long Beach vào ngày 8 tháng 10 cho một lượt phục vụ khác tại Viễn Đông. Sau các chặng dừng ngắn tại Trân Châu Cảng, Midway và Yokosuka, nó đi đến Trạm Yankee vào ngày 13 tháng 11. Cường độ xung đột trong cuộc Chiến tranh Việt Nam đang tạm thời xuống thang khi hoạt động không kích các mục tiêu tại Bắc Việt Nam được tạm dừng từ ngày 1 tháng 11, một cử chỉ thiện chí nhằm thúc đẩy việc đàm phán hòa bình. Vì vậy nhiệm vụ của chiếc tàu khu trục chỉ giới hạn trong việc canh phòng máy bay và hộ tống chống tàu ngầm cho các tàu sân bay thuộc Lực lượng Đặc nhiệm 77, khi chúng tiến hành không kích các mục tiêu tại Lào, Nam Việt Nam và Campuchia. Nó cũng hộ tống bảo vệ cho tàu tuần dương Long Beach (CGN-9), tàu chủ lực trong nhiệm vụ tìm kiếm và giải cứu (SAR) tại vịnh Bắc Bộ, và dành một phần lớn thời gian tháp tùng tàu sân bay Ranger (CVA-61) tại Trạm Yankee.
Thời điểm Benner quay trở về Hoa Kỳ vào ngày 9 tháng 4 cũng trùng vào giai đoạn cắt giảm ngân sách cơ sở hạ tầng quốc phòng để có kinh phí cho cuộc chiến tại Việt Nam. Đi đến Xưởng hải quân Puget Sound tại Bremerton, Washington vào ngày 29 tháng 8, nó bắt đầu được chuẩn bị để ngừng hoạt động từ ngày 1 tháng 9. Nó chính thức được cho xuất biên chế vào ngày 20 tháng 11, 1970, và tên nó được cho rút khỏi danh sách Đăng bạ Hải quân vào ngày 1 tháng 2, 1974. Chiếc tàu khu trục được đề xuất bán cho Cộng hòa Hàn Quốc vào ngày 7 tháng 2, 1974, nhưng đề nghị này bị từ chối vào ngày 14 tháng 3. Cuối cùng nó được bán cho hãng General Metals of Tacoma, Inc. tại Tacoma, Washington vào ngày 18 tháng 4, 1975 để tháo dỡ.

## Phần thưởng
Benner được tặng thưởng một Ngôi sao Chiến trận do thành tích phục vụ trong Thế Chiến II, rồi thêm năm Ngôi sao Chiến trận khác khi hoạt động trong cuộc Chiến tranh Việt Nam.